# AviPa Albacora (LP-04)
O AviPa Albacora é um navio-patrulha da Marinha do Brasil da Classe Marlim. Foi incorporado à Esquadra em 24 de setembro de 2010.
O navio foi construído pela Indústria Naval do Ceará (INACE). Possui casco e superestrutura de alumínio. Lançado ao mar no dia 9 de agosto de 2010 contribuirá nas ações de Patrulha e Inspeção Naval e deve, também ser utilizado em manobras de reboque de embarcações de porte semelhante, em tarefas de Busca e Salvamento e em apoio à operações de mergulho livre e autônomo.
O nome da embarcação é originário de um peixe semelhante ao atum, encontrado em toda a costa brasileira, especialmente no Nordeste.